# Voleibol nos Jogos da Lusofonia de 2014
O voleibol nos Jogos da Lusofonia de 2014 foi disputado no Complexo da Universidade de Goa, em Taleigão, entre 19 e 21 de janeiro de 2014. Apenas 3 equipes participaram tanto no evento feminino quanto no masculino.

## Calendário
| Voleibol  | Janeiro | Janeiro | Janeiro | Janeiro | Janeiro | Janeiro | Janeiro | Janeiro | Janeiro | Janeiro | Janeiro | Janeiro |
| Voleibol  | 18      | 19      | 20      | 21      | 22      | 23      | 24      | 25      | 26      | 27      | 28      | 29      |
| --------- | ------- | ------- | ------- | ------- | ------- | ------- | ------- | ------- | ------- | ------- | ------- | ------- |
| Masculino |         |         |         | 1       |         |         |         |         |         |         |         |         |
| Feminino  |         |         |         | 1       |         |         |         |         |         |         |         |         |

|  | Dia de competição |  | Dia de final |

## Participantes
| Delegação      | M | F |
| -------------- | - | - |
| IND Índia      | P | P |
| MAC Macau      | P | P |
| MOZ Moçambique | P | P |

 Angola,  Brasil,  Cabo Verde,  Guiné-Bissau,  Portugal,  Sri Lanka,  São Tomé e Príncipe e  Timor-Leste não enviaram atletas para este esporte.

## Medalhistas
| Evento    | Ouro      | Prata          | Bronze         |
| --------- | --------- | -------------- | -------------- |
| Masculino | IND Índia | MOZ Moçambique | MAC Macau      |
| Feminino  | IND Índia | MAC Macau      | MOZ Moçambique |